# Anne Quesemand
Anne Quesemand (Paris, 18 mars 1946 - id., 6 mars 2019) est une auteure, metteuse en scène, musicienne et réalisatrice française.

## Biographie
Anne Quesemand naît d'une mère originaire des Deux-Sèvres et d'un père juif polonais. 
Agrégée de lettres classiques, elle apprend le piano pendant 15 ans.
Au début des années 1970, elle rencontre Laurent Berman, qui devient son conjoint. Ils fondent en 1977 la compagnie du Théâtre à bretelles,, jouant d'abord dans la rue puis dans des théâtres. Leurs spectacles mêlent texte, graphisme et musique vivante. Ils participent également à la création du théâtre Dunois.
À la fin des années 1980, elle reprend l'enseignement (écriture de scénario, analyse de films, histoire du cinéma et montage). Elle anime des stages sur les contes (langage et écriture) au Conservatoire de littérature orale (CLIO) de Vendôme (Eure-et-Loir). Parallèlement, en 1999-2000, elle enseigne l’art dramatique au conservatoire municipal de Marcoussis.
En 1988, elle est récompensée par le prix Sorcières, catégorie Albums, pour La Mort-marraine, illustré par Laurent Berman.
En 2000, elle reprend avec Laurent Berman le Théâtre de la Vieille-Grille. Habitués des lieux, ils continuent de proposer une programmation de théâtre et de musiques (classique, jazz, musique du monde). Ils en assurent la direction artistique jusqu'en 2018,.
Elle meurt en mars 2019, peu avant son 73e anniversaire.

### Famille
Anne Quesemand a un fils, David Quesemand.

## Publications
Anne Quesemand a participé à de nombreuses œuvres en tant auteure dont :

### Livres adultes
- Le Latin en 40 leçons, 1989
- Elles sont tropes !, figures et tournures de la langue française (ill. Laurent Berman), Paris, Éditions Alternatives, 2005  (ISBN 2-86227-464-X et 2-86227-464-X)
- 40 leçons pour découvrir le grec ancien, 2007
- Littérature française, 2011

### Livres jeunesse
- Le Théâtre à bretelles, conteurs, 2009
- Histoire du rat qui voulait tout savoir, 2008
- Rien de nouveau sous le soleil, 2006
- L'Herbe de mémoire, voyage avec Louis Guilloux (pièce de théâtre), 1998
- Métro fantôme, 1997
- Le Colporteur d'images, 1997
- Mélo-mélodie, 1991
- La Fiancée d'Aleph, 1991
- Bannibal ou l'Histoire d'Albert, le conteur sachant compter, 1989
- Vie d'André Colin, texte du spectacle, 1988
- La Mort-marraine, illustrations de Laurent Berman, Ipomée, 1987
- Histoire du rat qui voulait du lait, 1987
- Colporteurs d'images, 1986

## Spectacles
Anne Quesemand a mis en scène de nombreux spectacles, dont :
- L'Autoroute (1977)
- L'histoire du rat qui voulait du lait (1978), adapté d'un conte populaire sarde relaté par Antonio Gramsci
- Colporteur d'images (1981)
- D'amour et d'eau froide (1985)
- La Mort-marraine (1985)
- Récits pour images-textes et musiques (1986)
- Vie d'André Colin (1987 & 1988)
- Métamorphoses d'une mélodie (1983 & 1987)
- Cosi fa Da Ponte, d'après Lorenzo da Ponte (Mémoires) 1992 & 1995
- L'histoire du rat qui voulait de l'amour (1999)
- L'histoire du rat qui voulait tout savoir (2005)
- Cabaret magique (2009)
- Les Soliloques de Mariette (2010)
- Chansons de charme pour situations difficiles, d'après Pierre Mac Orlan (2015)

## Filmographie
- 1978 : La vie, t'en a qu'une de Denis Guedj, Jean-Pierre Pétard et Abraham Segal : elle-même
- 1981 : Le Bruit des jambes de Lucie, court métrage
- 1996 : scénariste de La Plante humaine, long métrage de Pierre Hébert

## Prix et distinctions
- 1988 : prix Sorcières[6], catégorie Albums, pour La Mort-marraine, illustré par Laurent Berman[2]
- 1981 : nomination pour le César du meilleur court métrage de fiction avec Le Bruit des jambes de Lucie[réf. nécessaire]